# Sam Stoller
Sam Stoller (Cincinnati, 8 agosto 1915 – 29 maggio 1985) è stato un velocista e lunghista statunitense, che nel 1936 stabilì il record mondiale sulla distanza delle 60 yard.
È noto soprattutto per la sua esclusione dalla squadra di staffetta 4×100 statunitense alle Olimpiadi estive del 1936 a Berlino. La sostituzione scatenò la diffusa speculazione secondo cui lui e Marty Glickman - gli unici due ebrei nella squadra di atletica degli Stati Uniti - fossero stati esclusi perché il presidente del Comitato Olimpico degli Stati Uniti, Avery Brundage, voleva evitare di mettere in imbarazzo Adolf Hitler facendo vincere due medaglie d'oro a due atleti ebrei. Stoller giurò che non avrebbe mai più corso, ma tornò nel 1937 per vincere sia i campionati Big Ten Conference che il NCAA Championship sulle 100 yard. Dopo essersi laureato presso l'Università del Michigan, nel 1937, Stoller iniziò brevemente a cantare e recitare con il nome d'arte di "Singin 'Sammy Stoller".

## Carriera atletica

### La concorrenza con Jesse Owens
Originario di Cincinnati, Ohio, dove frequentò la Hughes High School, Stoller è stato uno dei migliori velocisti che l'Ohio abbia mai prodotto, ma ebbe la sfortuna di frequentare il liceo contemporaneamente a Jesse Owens. I due gareggiarono in squadre rivali al liceo e Owens ebbe sempre la meglio, tranne una volta. Continuarono come rivali al college, Owens in corsa per lo stato dell'Ohio e Stoller per il Michigan. Gareggiarono l'uno contro l'altro più di venti volte, e nonostante Owens arrivasse quasi sempre primo, uno scrittore osservò: "Il più delle volte, solo un nulla li separava". Una volta Stoller scherzò dicendo "Ho visto più la sua schiena che quella di chiunque altro". Disse ancora scherzando: "sono la persona che vedete nei filmati delle gare podistiche di Jesse. "

### Traguardi prima delle Olimpiadi del 1936
Stoller si fece strada all'Università del Michigan lavando i piatti e spazzando i pavimenti in una casa di una confraternita. Durante la stagione del 1936, si dimostrò uno dei migliori velocisti e saltatori americani. Al campionato Big Ten, del marzo 1936, stabilì il record del mondo indoor sulle 60 yard con un tempo di 6,1 secondi. Nel 1936 fu anche uno dei migliori saltatori in lungo degli Stati Uniti con un salto di 7 metri e 20 centimetri. Sebbene non fosse riuscito ad entrare nella squadra olimpica americana come saltatore, si qualificò come componente della squadra di staffetta 4×100 metri insieme a Jesse Owens, Frank Wykoff, Marty Glickman e Foy Draper.

### Le Olimpiadi a Berlino nel 1936

#### L'esclusione di Stoller e Glickman
La mattina della gara della staffetta 4x100, l'allenatore statunitense Lawson Robertson convocò una riunione e informò Stoller e Glickman che erano stati esclusi dalla gara e che sarebbero stati sostituiti da Owens e Ralph Metcalfe. Glickman in seguito ricordò che tutti i velocisti erano stati convocati, in un incontro speciale, da Robertson e dal suo assistente, Dean Cromwell. "Fummo informati dagli allenatori che i tedeschi nascondevano i loro migliori velocisti per vincere la staffetta 4x100 metri e, di conseguenza, Jesse Owens e Ralph Metcalfe dovevano sostituire Stoller e me". Stoller rimase completamente sbalordito e non disse una parola durante la riunione. Glickman rispose mettendo immediatamente in discussione la premessa di Robertson dicendo "Allenatore, non puoi nascondere velocisti di classe mondiale." Jesse Owens parlò a favore di Stoller e Glickman, dicendo: "Allenatore, ho vinto le mie 3 medaglie d'oro. Sono stanco. Lascia correre Marty e Sam, se lo meritano." Quando Owens parlò, l'assistente allenatore Cromwell gli disse:" Farai come ti è stato detto."
Il team americano, senza Stoller e Glickman, vinse la gara stabilendo un nuovo record mondiale. Stoller rifiutò di assistere alle finali e dichiarò dopo le Olimpiadi che "non avrebbe mai più corso".

#### Controversie sulla decisione
Glickman parlò subito pubblicamente, affermando che la decisione di escludere lui e Stoller era frutto della "politica" dicendo alla stampa a Berlino "Le qualificazioni non hanno dimostrato la necessità di cambiare i membri della squadra, soprattutto dopo che io e Stoller ci siamo allenati tanto nella staffetta. Noi non lo sapevamo fino a stamattina, quando abbiamo avuto una riunione con l'allenatore Robertson a proposito di chi avrebbe corso. A noi sembra una questione politica". Stoller, che compiva 21 anni il giorno dell'evento, non andò allo stadio, portando Glickman a dire: "Un bel regalo per Sam, non è vero?"
Robertson si assunse la responsabilità della decisione e negò bruscamente che fossero implicati pregiudizi. Insistette sul fatto che il suo unico scopo era quello di gestire il miglior quartetto disponibile e osservò che la prestazione della squadra che aveva scelto era quell che rispondeva alle sue esigenze. Tuttavia, la decisione di Robertson e i commenti pubblici di Glickman portarono a una controversia decennale sul fatto che Stoller e Glickman fossero stati ritirati per evitare di mettere in imbarazzo i padroni di casa tedeschi alle Olimpiadi. Un'agenzia di Berlino osservò che "L'abbandono di due ebrei nella 4x100 avrà ripercussioni" L'editorialista Braven Dyer disse che la decisione di Robertson era stata criticata e aveva "fatto arrabbiare molte persone" quando escluse Stoller e Glickman della squadra. Dyer affermò che "Glickman e Stoller avevano buone ragioni per credere che, quando si sarebbero qualificati per rappresentare gli Stati Uniti nella staffetta, solo problemi fisici avrebbe potuto impedire loro di correre." Quando la squadra degli Stati Uniti arrivò a New York, i resoconti della stampa dissero che "una battaglia interna" incombeva nell'organizzazione olimpica per "l'abbandono di due velocisti ebrei, Sam Stoller e Marty Glickman".

#### Prospettiva storica sull'esclusione
Nel suo rapporto ufficiale dopo le Olimpiadi del 1936, Avery Brundage respinse il fatto che Stoller e Glickman erano stati esclusi a causa della loro religione. Scrisse: "È stato diffuso un rapporto errato secondo il quale due atleti sono stati esclusi dalla squadra di staffetta a causa della loro religione. Questo assunto è assurdo." L'allenatore Robertson affermò che la sua decisione era stata determinata solo dal fatto che voleva mettere insieme la squadra migliore per la staffetta. Tuttavia, il dibattito e le controversie continuarono per oltre 60 anni. Nel 2001, il Los Angeles Times osservò che le teorie abbondano, sebbene "storici e autori non siano mai stati in grado di fornire una risposta definitiva". I critici dell'esclusione indicarono quanto segue come presunta prova di pacificazione o antisemitismo:
- I critici osservarono che la scusante dell'esclusione per la presenza di alcuni velocisti tedeschi "nascosti" fosse assurda.[16] Un'indagine del 1998 sul Los Angeles Times confutò l'affermazione degli allenatori secondo cui era necessaria una maggiore velocità e concluse che "la storia indicava qualcosa di più oscuro".[14] Il Times non riuscì a trovare prove a sostegno dell'affermazione che i tedeschi stessero nascondendo alcuni velocisti per la gara e osservò che i giornali avevano detto, già dal momento dell'esclusione, che il motivo era dato dalla religione dei due atleti.[14]
- Stoller e Glickman erano gli unici due ebrei nella squadra di atletica statunitense, composta da 66 persone, e gli unici due membri sani del team a cui non era stato permesso di competere a Berlino.[7][15] Anche l'atleta Hal Smallwood non gareggiò, ma a causa di un'appendicite.[7]
- Quattro o cinque giorni prima della gara, gli allenatori statunitensi fecero disputare una selezione per determinare a quali staffettisti far disputare la gara. Secondo un libro del 1972, All That Glitters Is Not Gold, Stoller finì al primo posto, Glickman al secondo e Draper al terzo.[15] Tuttavia, Stoller e Glickman furono esclusi e Draper no.
- Oltre alla velocità, la coordinazione e la capacità nel passaggio del testimone erano fondamentali nella gara. Il quartetto originale, tra cui Stoller e Glickman, aveva trascorso molto tempo a esercitarsi nei passaggi del testimone.[15]
- Sebbene non fosse in grado di fornire prove, Glickman disse, anni dopo, che aveva appreso che il ministro della propaganda nazista Joseph Goebbels aveva detto a Brundage che Hitler "sarebbe stato molto dispiaciuto se gli ebrei avessero corso nei "suoi giochi olimpici", e che Brundage allora trasmise il messaggio come ordine agli allenatori degli Stati Uniti.[17]
- Nel 1996, il Museo dell'Olocausto degli Stati Uniti sponsorizzò una mostra speciale sulle Olimpiadi naziste del 1936 incentrata sull'esclusione di Stoller e Glickman. All'epoca, Glickman affermò che Avery Brundage era "un nazista americano" che voleva risparmiare a Hitler e al suo entourage l'imbarazzo di vedere gli ebrei ricevere medaglie sul podio.[16] Glickman notò anche che Brundage era un organizzatore, fondatore e funzionario dell'America First Committee e che l'assistente allenatore di pista, Dean Cromwell, era anche membro dell'America First Committee in California.[7]
- Nell'aprile 2000, il The Jerusalem Report condusse un'indagine sull'incidente e concluse: "Solo anni dopo è diventato chiaro il motivo del cambio: la squadra americana si era piegata alla pressione nazista per tenere gli ebrei fuori dai giochi".[17]
- Dopo che i nazisti proibirono agli ebrei di competere negli sport tedeschi, nel 1934, il presidente del Comitato Olimpico americano Avery Brundage fece una breve ispezione controllata in Germania e dichiarò che gli ebrei del paese potevano partecipare.[17]
- In un opuscolo del Comitato Olimpico Americano, Brundage sostenne che: "Gli atleti americani non dovrebbero interessarsi dell'attuale lite ebrei-nazisti"[17]

### Campionati Big Ten e NCAA nel 1937
Dopo aver promesso, nel 1936, di non voler più correre, Stoller cambiò idea e scelse di competere nella stagione del 1937. I giornali prevedevano che, con Jesse Owens diventato professionista, Stoller avrebbe trovato il suo posto sotto i riflettori.
Nel febbraio del 1937, Stoller vinse la gara delle 50 yard in una manifestazione a Boston, finendo davanti a Ben Johnson della Columbia, Glickman e alla stella canadese Sam Richardson. E nell'aprile del 1937, Stoller fece un giro di 9,5 secondi nelle 100 yard a Los Angeles. Dominò nelle 100 yard durante la stagione del 1937, vincendo sia i campionati Big Ten che NCAA. Il suo miglior tempo ufficiale, nel 1937, fu di 9.6, sebbene fosse stato cronometrato non ufficialmente 9.4. Alla fine della stagione del 1937, Stoller fu scelto come All-American.

## Carriera cinematografica
Dopo aver vinto il campionato sulle 100 yard, Stoller annunciò che intendeva seguire una carriera come "star del cinema" e divenne noto come "Singin' Sammy Stoller". Il comico Joe E. Brown fu determinante per fargli ottenere alcune parti, nel 1937, e dandogli la possibilità di frequentare la Screen Actors Guild. La sua prima parte fu in una scena di folla in un bar di New York in Every Day's a Holiday di Mae West. Apparve come cantante e attore in diversi film di Hollywood. Il reporter Bill Henry scrisse nel novembre 1937:
"Sam, che è un cantante, ha deciso di rimanere qui dopo i National Intercollegiates che hanno posto termine alla sua carriera di velocista lo scorso giugno. Joe E. Brown lo ha presentato a un paio di persone e Sam ha parlato e cantato su metà delle radio della California ed è apparso in Navy Blue and Gold, Rosalie, Tom Sawyer, Nothing Sacred, She's Got That Swing, The Thrill of a Lifetime, Taking the Town, Blossoms Broadway e Every Day's a Holiday. In cinque mesi è passato da uno studio all'altro per apparire in questi super-colossal"
Nel gennaio 1938, Louella Parsons scrisse che, sebbene la star del Michigan avesse finora interpretato solo piccole parti, le star venivano fotografate con lui. "Finora Sammy è stato fotografato con Fredric March, Carole Lombard, Errol Flynn, Bette Davis e molti altri e ora tutti i suoi amici che vedono le foto pensano che sia un grande attore, che fa migliaia di dollari con i film. Uno dei suoi amici è arrivato al punto di prendere in prestito 1000 $ da lui - e il massimo che Sammy ha guadagnato è di 10 $ al giorno."
Nel 1938, Stoller partecipò a un tour di due mesi nelle Filippine come parte di una squadra di quattro uomini che competevano con il nome di The Southern California Sportsmen's Association.
Nel 1940, l'editorialista Pat Robinson commentò l'anno straordinario di Stoller:
"Sammy Stoller ... Michigan '37 ... che è stato cronometrato in 9,4 secondi .. tornerà sulle piste quest'inverno ... Il grande velocista ha avuto una carriera breve ma frenetica da quando ha lasciato il Michigan. .. È stato nei film ... cantato alla radio ... e nei night club ... ha viaggiato per 70.000 miglia per una competizione sportiva ... e si è sposato ... nessuna di queste cose ... dice ... lo ha rallentato. "

## Riconoscimenti postumi e medaglia dal Comitato Olimpico
Stoller morì il 29 maggio 1985, a 69 anni. Nel 1998, il presidente del Comitato Olimpico degli Stati Uniti, William Hybl, cercò di porre rimedio alla sua esclusione dai Giochi olimpici del 1936 e consegnò le medaglie dell'USOC a Stoller (postuma) e Glickman. Hybl disse allora: "Ci rammarichiamo per questa ingiustizia e riteniamo che sia stata un'ingiustizia. Non stiamo solo espiando per questo, ma riconosciamo due grandi individui".
Nel 2007, Stoller venne insignito, postumo, del premio "Pillar of Achievement" dall'International Jewish Sports Hall of Fame.